# Kochanówka-Hütte
Die Kochanówka-Hütte (deutsch ursprünglich Kochelfallbaude, polnisch Schronisko PTTK „Kochanówka“) liegt auf einer Höhe von 510 m n.p.m. in Polen im Riesengebirge, einem Gebirgszug der Sudeten, am Kochelfall.

## Geschichte
Die Hütte wurde 1868 errichtet. Sie steht im Eigentum der Polnischen Touristik- und Landeskundegesellschaft (PTTK).

## Zugänge
Die Hütte ist über mehrere markierte Wanderwege erreichbar.

## Touren

### Wasserfälle
- Kochelfall (13 m)